# Aleksandr Skriabin
Aleksandr Nikołajewicz Skriabin (ros. Алекса́ндр Никола́евич Скря́бин; ur. 25 grudnia 1871?/6 stycznia 1872 w Moskwie, zm. 14 kwietnia?/27 kwietnia 1915 tamże) – rosyjski kompozytor i pianista.

## Życiorys
Skriabin rozpoczął naukę gry na fortepianie we wczesnej młodości, wkrótce mimo stosunkowo drobnych dłoni uzyskał status cudownego dziecka. W 1884 w wieku dwunastu lat rozpoczął naukę u słynnego nauczyciela Nikołaja Zwieriewa. Jego kolegą z klasy był Siergiej Rachmaninow. W 1886 skomponował słynną Etiudę cis-moll op. 2 nr 1. W latach 1888–1892 studiował w Konserwatorium Moskiewskim. W 1894 rozpoczął pełną sukcesów karierę pianisty. Początkowo pozostawał pod wpływem Chopina, komponując miniatury fortepianowe, głównie nokturny, mazurki, preludia i etiudy, a także muzykę symfoniczną. Szybko zdobył reputację jako kompozytor. W 1898 objął profesurę w Katedrze Fortepianu w Konserwatorium Moskiewskim. Jednakże w 1903 w atmosferze skandalu obyczajowego Skriabin porzucił ustabilizowane życie i rodzinę, i wraz ze swą młodą kochanką udał się w sześcioletnie tryumfalne tournée koncertowe po Europie zachodniej. Wcześniej pozostając pod wpływem Friedricha Nietzschego, z czasem wykształcił swą własną filozofię, mistyczną i głęboko przesyconą intelektualną religijnością. Muzyka komponowana przez artystę była jej odbiciem, oparta na skomplikowanych harmoniach, subtelna i nastrojowa. Właśnie w dziedzinie harmonii Skriabin dokonał wiele. Jako pierwszy zaczął używać akordów dysonansowych, zawierających kwarty (akord mistyczny). Używał też skrajnie schromatyzowanych skal, dając w ten sposób podwaliny pod atonalność, choć świadomie granicy atonalności nie przekroczył.
Na życie i twórczość Skriabina w XX w. istotny wpływ wywierała rosyjska mistyka, która w latach poprzedzających wybuch I wojny światowej przeżywała swój rozkwit. W swoich wierszach i notatkach przedstawiał siebie jako nowego Chrystusa. Obsesja na punkcie ciemnych mocy uwidaczniała się w jego twórczości muzycznej. Skriabin odmawiał wykonywania publicznie swojej VI sonaty fortepianowej, wierząc, że zepsuły ją moce szatańskie. Przy pomocy swojej VII sonaty próbował dokonywać egzorcyzmów. Skomponowana w 1913 r. IX sonata znana jako Czarna Msza (nazwa nie została wymyślona przez Skriabina, jednak przez niego zaakceptowana) zawierała liczne odniesienia do kultu diabła, sadyzmu, a także nekrofilii. 
Zmarł w 1915 roku z powodu powikłań związanych z czyrakiem mnogim w obrębie twarzy. Został pochowany na Cmentarzu Nowodziewiczym w Moskwie.

## Dźwięki i kolory
Skriabin uważał się za mesjasza sztuki-religii, a swoją twórczość za przygotowanie do misterium L’Acte préalable (fr. akt przedwstępny), łączącego muzykę, taniec, grę kolorowych świateł, zapachów. Przygotowaniem do tego misterium była jego V Symfonia, zatytułowana Prometeusz: Poemat ognia (1909–1910). Wykonywać miała ją orkiestra z fortepianem, chór i fortepian świetlny. Skriabin chciał, by muzyce towarzyszyły kolorowe światła na ekranie, uruchamiane przez fortepian świetlny, którego klawisze służyły do wydobywania kolorów; przyporządkowanie kolorów klawiszom widać na lewej ilustracji.

Przyporządkowanie kolorów klawiszom w ramach oktawy w fortepianie świetlnym zaprojektowanym przez Skriabina

Koło kwintowe ukazujące relacje między kolorami

Skriabin nie miał zdolności synestezji, co podejrzewano przez wiele lat. Badając ten fenomen, B. Galejew i I. Waneczkina doszli do wniosku, że źródłem pierwotnym było skojarzenie przez Skriabina tonacji z wyobrażeniami zaczerpniętymi m.in. z teozofii, a następnie z kolorami. Oddziaływanie na wiele zmysłów miało zwiększyć sugestywność muzyki. Teoretyczną podstawę tej koncepcji uświadamia spojrzenie na relacje między kolorami i dźwiękami, w którym koło kwintowe i koło barw „pokrywają się”, wskazując na to, iż zostały ustalone w oparciu o znajomość tradycyjnej tonalności i zasad optyki (ilustr. po prawej).
Pierwsze wykonanie Prometeusza z zastosowaniem „świetlnego fortepianu” miało miejsce dopiero w 1915 roku w Nowym Jorku, już po śmierci kompozytora. W Rosji – w 1962 roku.
W Polsce po raz pierwszy próbę realizacji pomysłu Skriabina podjęto 7 IX 1978 w Baranowie Sandomierskim. Podczas interdyscyplinarnego sympozjum „Muzyka i malarstwo” Kazimierz Urbański przedstawił spektakl audiowizualny, na skromną wprawdzie skalę, ale realizując pomysł, jakim była „gra kolorami”. Muzyce Prometeusza odtworzonej z płyty towarzyszyły kolory zmieniane z pomocą urządzenia skonstruowanego przez Urbańskiego.
| Dorobek kompozytorski        | Dorobek kompozytorski |
| Rodzaj twórczości            | Liczba dzieł          |
| ---------------------------- | --------------------- |
| Muzyka wokalna               |                       |
| Pieśni                       | 1                     |
| Muzyka chóralna              | –                     |
| Muzyka instrumentalna        |                       |
| Symfonie                     | 5                     |
| Koncert                      | 2                     |
| Muzyka kameralna             | 1                     |
| Inne formy orkiestralne      | 3                     |
| Opery                        | 1                     |
| Balety                       | –                     |
| Utwory na fortepian          | 257                   |
| Muzyka na orkiestrę marszową | –                     |
| RAZEM                        | 274                   |

## Charyzma
Oddziaływanie osoby Skriabina i jego wyjątkowo ekstatycznej muzyki było tak silne, że w 1909 roku w Moskwie powstało Kółko Skriabinistów, którego celem było popularyzowanie jego twórczości i idei.